# Bitch Please II
Bitch please II (nella versione censurata "B**** please II" o "B***h please II") è un singolo di Eminem, tratto dall'album The Marshall Mathers LP. La canzone è il sequel di Bitch Please e vede la collaborazione dei rapper Dr. Dre, Snoop Dogg e Xzibit e del cantante R&B Nate Dogg.